# 윤국형
윤국형(尹國馨, 1543년 ∼ 1611년)은 조선의 문신이다. 자는 수부, 호는 달천, 본관은 파평이다.

## 생애
선조 때 문과에 급제하여 좌승지 등의 벼슬을 지냈다. 임진왜란 때 직접 군사를 지휘하여 왜군과 싸웠으나 병으로 실패하여 벼슬을 잃었다.
1594년에 다시 등용되어 병조참판·대사헌 등을 지냈으나 병으로 물러났다. 그 후 선조가 죽고 광해군이 왕위에 오르자 공조판서를 지냈다. 그는 마음이 어질고 넓었으며 언제나 충성과 믿음으로 왕을 모시었다고 한다.